# Конопацкий, Иосиф Николаевич
Ио́сиф Никола́евич Конопа́цкий (4 октября 1925, Ленинград — 8 марта 2021, Тронхейм, Норвегия) — советский и российский актёр театра и кино. Народный артист РСФСР (1986).

## Биография
Родился в Ленинграде 4 октября 1925 года в семье выходца из Западной Украины, из зажиточной крестьянской семьи. После Октябрьской революции его отец работал снабженцем в Ленинграде. В 1930-е годы был репрессирован и провёл 25 лет в лагерях на Севере. Мать-портниха вместе с сыном последовала за осуждённым мужем в Котлас (Северный край, ныне Архангельская область).
В Котласе Иосиф Конопацкий начал свой творческий путь учеником артиста. Прошёл все этапы работы в театре, помогая художникам, осветителям, реквизиторам, в 1940 году стал актёром городского театра.
В 1944 году приехал в Москву и поступил в Оперно-драматическую студию имени Станиславского, которую окончил в 1947 году и был зачислен в её труппу. Ученик М. Кедрова.
С 1948 по 1954 год — актёр Рижского русского театра имени Чехова, Тбилисского драматического театра имени Грибоедова и Иркутского драматического театра. В 1954 году по приглашению Н. П. Акимова вернулся в Ленинград, где стал работать в Ленинградском Новом театре (с 1955 года — театр имени Ленсовета). В 1970 году перешёл в театр имени Комиссаржевской, где работал до ухода на заслуженный отдых в 2000 году.
Последние годы жизни проживал в Норвегии в г. Тронхейме. Выступал с поэтическими концертами в Санкт-Петербурге, городах Норвегии, Германии, Исландии.
Был женат на актрисе Галине Короткевич (1921—2021). Дочь — Ирина Конопацкая (род. 1958), актриса театра «Балтийский дом» в Санкт-Петербурге, внучка — Екатерина.
Умер Иосиф Конопацкий 8 марта 2021 года на 96-м году жизни в Тронхейме, похоронен там же.

## Роли в театре
Был занят в спектаклях «Дело», «Хождение по мукам», «Совесть», «Хочу верить», «Забыть Герострата», «Не беспокойся, мама», «Убийство Гонзаго», «Закон вечности», «Генерал Серпилин», «Колыма», «Невеста из Парижа» и другие.
Выступал на радио.

## Роли в кино
- 1960 — Разноцветные камешки — Павел Евгеньевич
- 1962 — 713-й просит посадку — пастор-миссионер
- 1963 — День счастья — Лев Леонидович, жених Риты
- 1965 — Иду на грозу — Савушкин
- 1966 — Начальник Чукотки — товарищ Глазков, один из наших
- 1967 — День солнца и дождя — режиссёр
- 1967 — Мятежная застава — Шмелёв
- 1971 — Дорога на Рюбецаль — Прохор Петрович, разведчик
- 1971 — Ход белой королевы — Ворохтин
- 1972 — Звезда в ночи — эпизод
- 1972 — Карпухин — приятель Овсянникова
- 1973 — Дверь без замка — отец Даши
- 1974 — Не болит голова у дятла — Фёдор Кузьмич
- 1974 — Рождённая революцией — бухгалтер Петровский
- 1975 — Память (телевизионный) — врач Виктор Аркадьевич
- 1976 — Строговы — Елисеев
- 1978 — Три ненастных дня — Алексей Георгиевич, отец Любы
- 1981 — 20 декабря — редактор газеты «Воля народа»
- 1981 — Девушка и Гранд — болельщик
- 1981 — Похищение чародея (телеспектакль) — епископ Альберт
- 1981 — Самоубийство — епископ
- 1987 — Время летать — Агафонов, начальник полётов
- 2008 — Улицы разбитых фонарей. Менты-9 — профессор Звонцов